# Osservatorio astrofisico di Arcetri
L'Osservatorio Astrofisico di Arcetri è un centro pubblico di ricerca scientifica, parte dell'Istituto Nazionale di Astrofisica (INAF). L'osservatorio si trova ad Arcetri, zona collinare del comune di Firenze. Attualmente circa cento persone, tra ricercatori e dottorandi, lavorano all'osservatorio.
Le attività di ricerca dell'osservatorio coprono la maggior parte dei campi dell'astrofisica moderna: dallo studio del sistema solare, a quello delle galassie situate ai limiti dell'universo osservabile. All'osservatorio sono inoltre attivi gruppi sperimentali che sviluppano le tecnologie per la realizzazione di strumentazione avanzata a lunghezze d'onda visibile, infrarosse e radio.

## Storia
Il primo osservatorio astronomico di Firenze fu la “Specola” annessa al  Reale Museo di fisica e storia naturale di Firenze, costruito alla fine del XVIII secolo su volere del granduca Pietro Leopoldo di Lorena.  Col passare del tempo gli astronomi fiorentini si resero conto che l’edificio della Specola non offriva condizioni ottimali per le osservazioni, sia per la nascente illuminazione pubblica che per la scarsa stabilità e capienza del “Torrino” da cui venivano fatte le osservazioni. Per questi motivi, Giovanni Battista Donati, direttore dalla fine del 1859, si adoperò affinché venisse costruito un nuovo osservatorio.

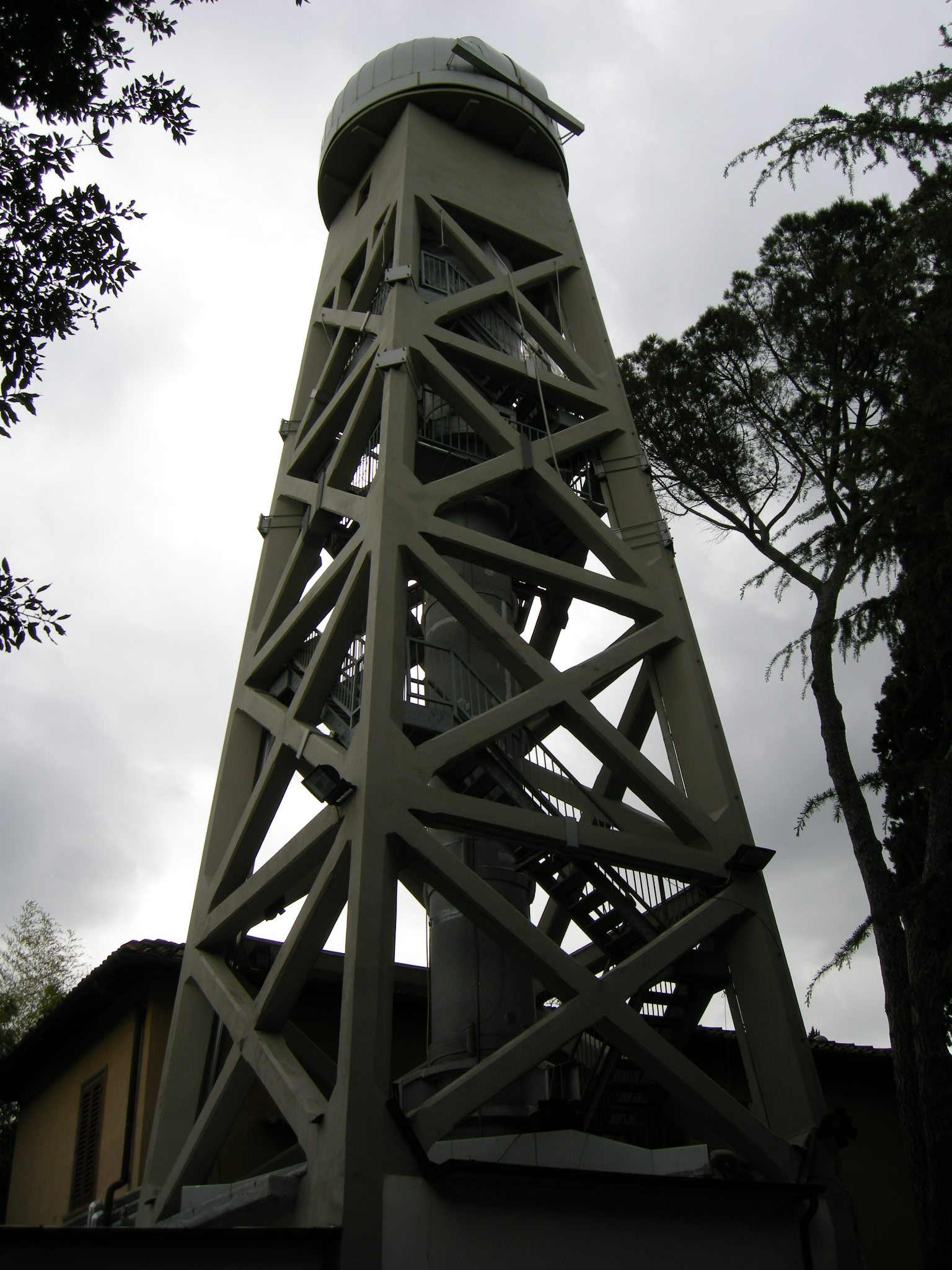
La torre solare

Il nuovo Osservatorio astronomico, progettato per ospitare il più grande rifrattore d'Italia - il telescopio Amici, venne inaugurato il 27 ottobre 1872 sulla collina di Arcetri. La località, oltre ad offrire miglior condizione per le osservazioni, aveva anche un profondo significato simbolico, dato che non lontano dall'Osservatorio si trova la villa de "Il Gioiello", ultima dimora di Galileo Galilei.
Alla morte di Donati la direzione fu lasciata a lungo vacante, mentre l’Osservatorio fu affidato all’astronomo tedesco Ernst Wilhelm Tempel. Il nome dell'astronomo è rimasto legato ai disegni delle nebulose, tuttora conservati in Arcetri, che gli valsero il premio reale presso l'Accademia del Lincei del 1879.
Dopo la morte di Tempel (1889), l'edificio fu ricostruito e nel 1894 fu nominato un nuovo direttore, l'astronomo padovano Antonio Abetti, che rimase in carica fino alla morte nel 1921. Gli succedette il figlio Giorgio Abetti, che supervisionò la costruzione della torre solare di Arcetri, una delle prime in Europa. La torre venne inaugurata il 22 giugno 1925 ed è stata utilizzata quasi ininterrottamente fino al 1972. Nel 1921 l’Osservatorio astronomico di Firenze mutò nome e diventò "astrofisico".
A partire dagli anni trenta l'attività scientifica dell'osservatorio ebbe un ampio sviluppo soprattutto nell'ambito della fisica solare: Attilio Colacevich, Guglielmo Righini, Mario Girolamo Fracastoro e Margherita Hack studiarono o lavorarono all'osservatorio in questo periodo.

Ad Abetti succedette Guglielmo Righini che, dal 1953 al 1978, anno della sua morte, si dedicò soprattutto allo studio di nuovi metodi di indagine della corona solare, in particolar modo introducendo la radioastronomia le cui complesse tecnologie Righini aveva studiato a Cambridge. 

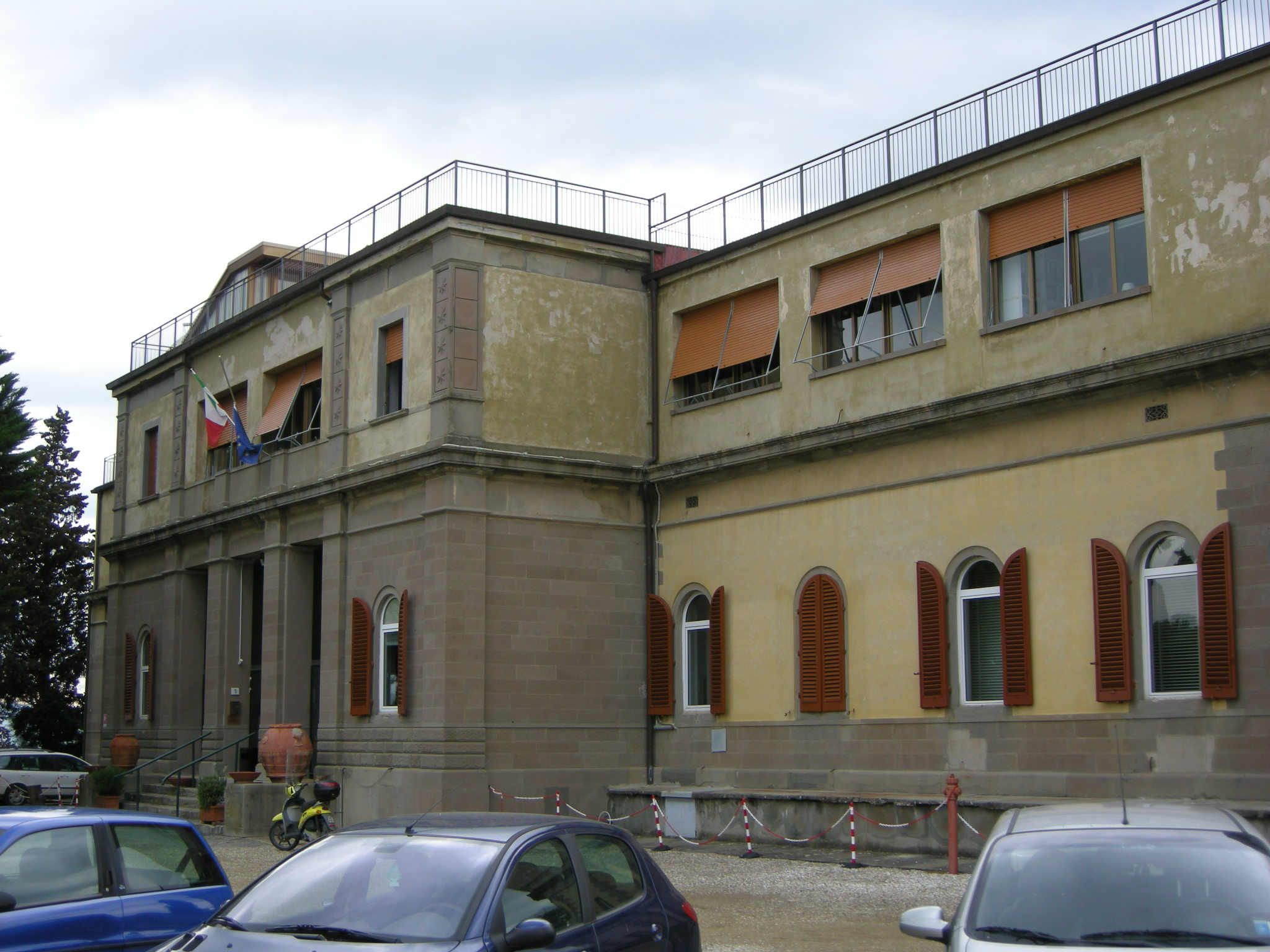
L'edificio principale

Nel 1978 diventò direttore Franco Pacini, già famoso per i suoi studi sulle pulsar. Durante questo periodo l'osservatorio ebbe un grande sviluppo, soprattutto nei campi della formazione stellare e della fisica delle galassie. Anche le attività tecnologiche si sviluppano molto, con la costruzione del telescopio infrarosso del Gornergrat e del telescopio LBT (Large Binocular Telescope) in Arizona. Nel 2001 la direzione passò a Marco Salvati e successivamente, a Francesco Palla (2005-2011), a Filippo Mannucci (2011-2017), e Sofia Randich (2018-2023). Dal gennaio 2024 la direzione è affidata a Simone Esposito.

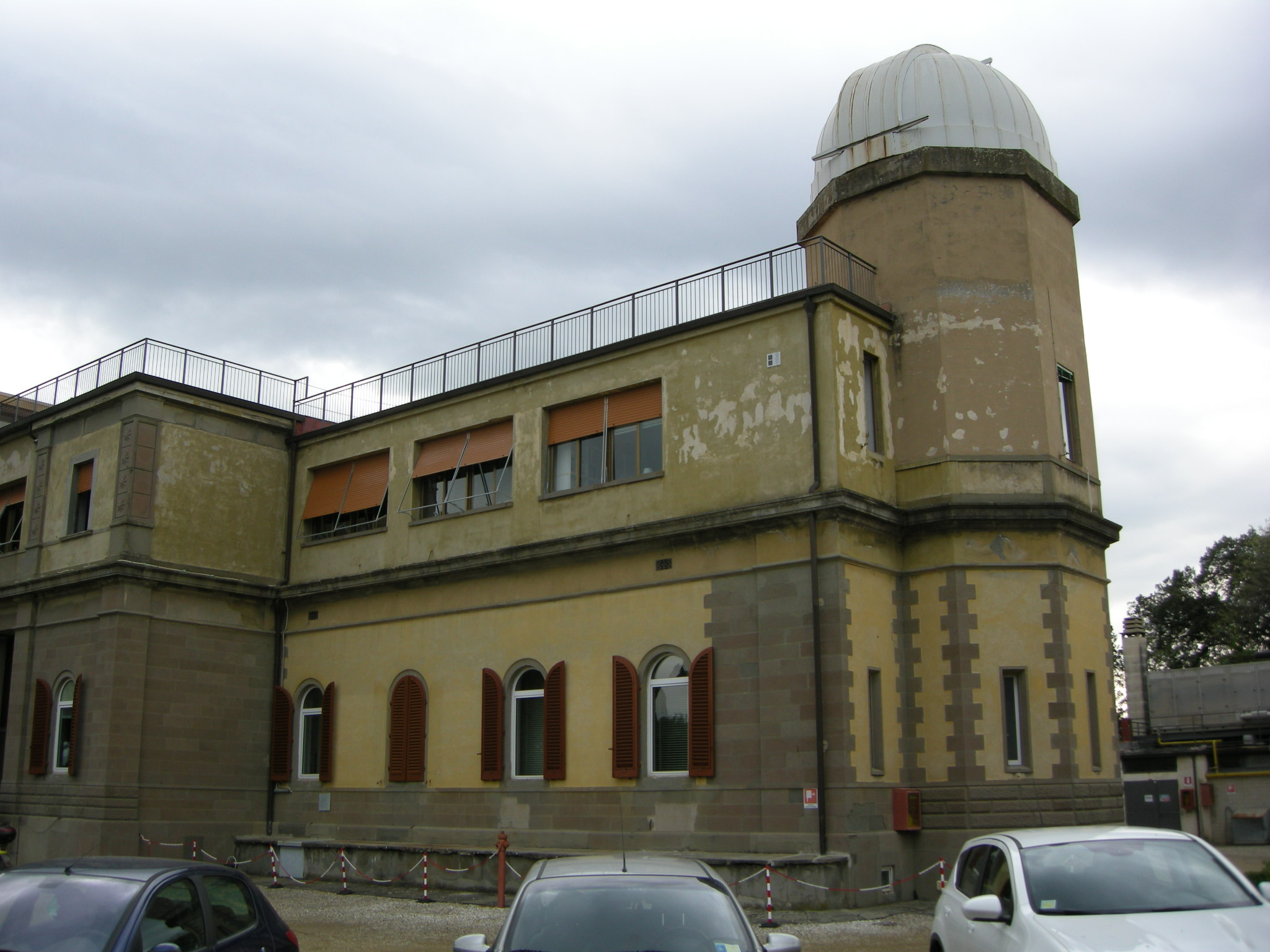
L'edificio principale

È ancora in progetto la costruzione di un grande museo di astronomia (la "Città di Galileo"), che dovrebbe diventare il più grande del genere in Europa e arrivare a comprendere villa il Gioiello, la villa La Gallina e la Torre del Gallo. La recente destinazione a unità abitative di quest'ultima ha sospeso il progetto e renderà probabilmente necessario un ridimensionamento delle intenzioni originarie.

## Attività di ricerca
L'osservatorio svolge attività di ricerca in diversi ambiti dell'astrofisica, in particolare
1. La fisica solare;
2. Lo studio del sistema solare, degli esopianeti, dell'astrobiologia;
3. La formazione stellare e di sistemi planetari;
4. La formazione ed evoluzione delle galassie, lo studio dalla Via Lattea, dell'astronomia extragalattica e della cosmologia;
5. L'astrofisica delle alte energie.

L'osservatorio ospita inoltre diversi gruppi sperimentali che si occupano dello sviluppo di strumenti astronomici d'avanguardia nel campo dell'ottica adattiva, dell'astronomia ottica, infrarossa e radio. Ricercatori ad Arcetri collaborano con i maggiori istituti di ricerca internazionali nel campo dell'astrofisica, tra cui l'European Southern Observatory (ESO) e l'Agenzia Spaziale Europea.
Numerose iniziative mirano alla divulgazione della materia e negli edifici del complesso hanno luogo lezioni d'insegnamento dell'Università di Firenze in collaborazione con vari enti e istituzioni.

## Curiosità
Nel 1969 l'antenna dell'osservatorio venne utilizzata per ascoltare le voci degli astronauti della missione Apollo 11 provenienti dalla superficie lunare.